# Horacio Baldessari
Pour les articles homonymes, voir Baldessari.
Horacio Raúl Baldessari Guntero, né le 21 novembre 1958 à San Francisco dans la province de Córdoba (Argentine), est un footballeur argentin devenu entraîneur. 
Il jouait au poste d'attaquant et a passé une partie de sa carrière en Bolivie, pays dont il possède la nationalité.

## Biographie

### Carrière de joueur
Surnommé La Pepa, Horacio Baldessari commence sa carrière en 1975 au Sportivo Belgrano de sa ville natale. Même s'il joua dans des clubs de la province de Córdoba au début des années 1980 (CA Belgrano et Racing Córdoba), c'est en Bolivie qu'il se fait connaître puisqu'il termine deux fois meilleur buteur du championnat bolivien en 1979 (31 buts) et 1982 (25 buts) avec le Club Blooming et l'Oriente Petrolero, respectivement. En outre, il devient champion de Bolivie avec le Club Bolívar en 1983 et 1985. Avec 166 buts marqués, Baldessari fait partie du top 10 des buteurs du championnat de Bolivie de tous les temps.
Dans les années 1990, il poursuit sa carrière au Pérou, d'abord au Deportivo Municipal, puis au Sporting Cristal où il est sacré champion du Pérou et meilleur buteur lors de la saison 1991. C'est au sein de ce dernier club qu'il met fin à sa carrière en 1993. Même s'il n'a joué que deux ans (1991-1993), il est considéré comme une idole par les supporters du Sporting Cristal.

### Carrière d'entraîneur
Aussitôt sa carrière de joueur terminée, Horacio Baldessari prend les rênes de l'Aurich-Cañaña, fusion des clubs Juan Aurich et Deportivo Cañaña, et remporte la Copa Perú en 1993. Il remportera une deuxième Copa Perú en 2007 cette fois-ci au sein du Juan Aurich.
Personnage fantasque et haut en couleur, il dirige gratuitement le Deportivo Municipal en 2000 mais sa carrière d'entraîneur a aussi connu divers incidents : en 2011, alors qu'il dirigeait le Carlos A. Mannucci, il est suspendu pendant cinq ans par la Fédération péruvienne de football en raison d'un comportement inadmissible en conférence de presse. Son nom reste associé au Comerciantes Unidos, club qu'il dirigera à plusieurs reprises (comme entraîneur ou manager sportif) dans les années 2010.
Demeurant au Pérou, Horacio Baldessari a travaillé également à la télévision comme consultant sportif. En 2021, il reprend son activité d'entraîneur, toujours en Copa Perú, cette fois-ci à la tête de Los Caimanes.

## Palmarès

### Palmarès de joueur
| Club Bolívar - Championnat de Bolivie (2) : - Champion : 1983 et 1985. |  | Sporting Cristal - Championnat du Pérou (1) : - Champion : 1991. - Meilleur buteur : 1991 (25 buts). |  | Club Blooming - Championnat de Bolivie : - Meilleur buteur : 1979 (31 buts). |  | Oriente Petrolero - Championnat de Bolivie : - Meilleur buteur : 1982 (25 buts). |

### Palmarès d'entraîneur
| Aurich-Cañaña - Copa Perú (1) : - Vainqueur : 1993. |  | Juan Aurich - Copa Perú (1) : - Vainqueur : 2007. |